# Rohrberg (Austria)
Rohrberg è un comune austriaco di 562 abitanti nel distretto di Schwaz, in Tirolo.